# Pectinator spekei
Східноафриканський гунді (Pectinator spekei) — вид родини Гундієві ряду Гризуни, єдиний вид роду Pectinator.

## Етимологія
Вид названий на честь капітана британської індійської армії Джона Геннінга Спіка (англ. John Hanning Speke, 1827–1864). 

## Опис
Країни поширення: Джибуті, Еритрея, Ефіопія, Сомалі, де розподілений нерівномірно. Є записи знаходження цього виду на висоті 1200 м над рівнем моря і непевний запис — на висоті 2200 м. Вид є жителем скелястих стрімчаків (укривається в тріщинах) у пустельних або напівпустельних районах, іноді зустрічається в асоціації з дамановими. У Джибуті живе у місцевостях, вкритих піском і камінням з низьким чагарником і травою. Шість приплодів відбулись у неволі, п'ять з них складались з одного малюка, один з двох.

## Генетика
Число хромосом, 2n=40.